# 丘雷姆河 (新西伯利亞州)

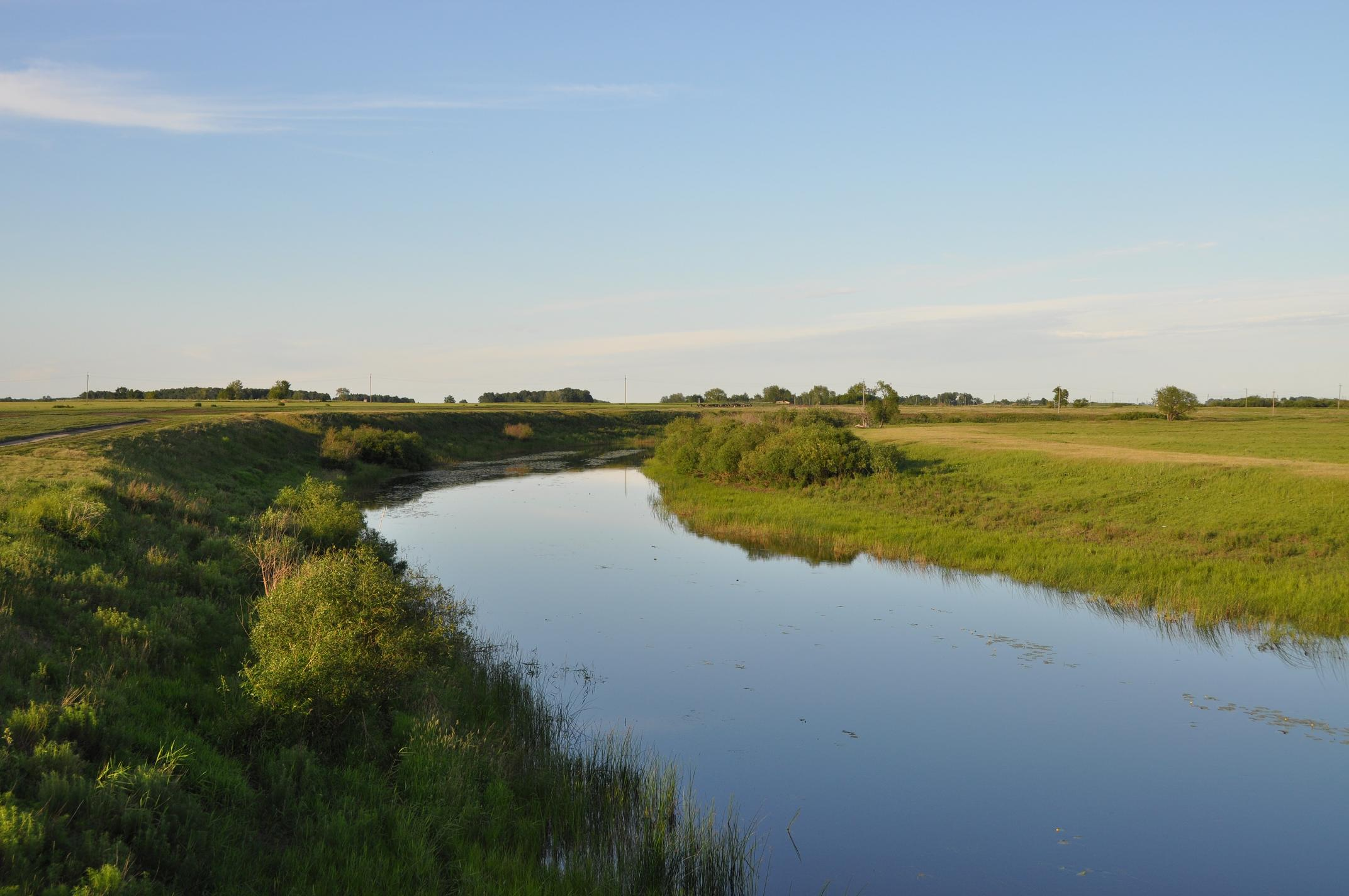

丘雷姆河是俄羅斯的河流，由新西伯利亞州負責管轄，河道全長392公里，流域面積17,900平方公里，發源自瓦休甘沼澤，最終注入小恰內湖，每年十一月至翌年五月結冰。
54°36′22″N 78°05′51″E / 54.6061°N 78.0975°E